# Liste der Monuments historiques in Auxon (Haute-Saône)
Die Liste der Monuments historiques in Auxon führt die Monuments historiques in der französischen Gemeinde Auxon auf.

## Liste der Objekte
| Bezeichnung      | Beschreibung                                                                | Standort                      | Kennzeichnung | Schutzstatus | Datum | Bild |
| ---------------- | --------------------------------------------------------------------------- | ----------------------------- | ------------- | ------------ | ----- | ---- |
| Kelch            | Silber, vergoldet, Anfang des 17. Jahrhunderts                              | in der Kirche St-André (Lage) | PM70000075    | Classé       | 1965  |      |
| Kelch            | Silber, vergoldet, 18. Jahrhundert                                          | in der Kirche St-André (Lage) | PM70000076    | Classé       | 1965  |      |
| Kelch und Patene | Silber, vergoldet, gemarkt 1763, Goldschmied Pierre-Ignace-Joachim Thiébaud | in der Kirche St-André (Lage) | PM70000077    | Classé       | 1965  |      |
| Ziborium         | Silber, vergoldet, gemarkt 1773, Goldschmied Jean-François Thiébaud         | in der Kirche St-André (Lage) | PM70000078    | Classé       | 1965  |      |
| Ziborium         | Glas, Ende des 19. Jahrhunderts (?)                                         | in der Kirche St-André (Lage) | PM70000079    | Classé       | 1965  |      |
| Osterleuchter    | Metall, bemalt, 18. Jahrhundert                                             | in der Kirche St-André (Lage) | PM70000080    | Classé       | 1975  |      |